# Fondazione europea per il miglioramento delle condizioni di vita e di lavoro
La Fondazione europea per il miglioramento delle condizioni di vita e di lavoro è un'agenzia dell'Unione europea situata a Dublino. È stata costituita a Maggio del 1975 dal Consiglio europeo per contribuire a migliorare le condizioni di vita e lavoro in tutta Europa.
La Fondazione si concentra sulla gestione della ricerca, la raccolta di informazioni e comunicazione delle conclusioni. Essa sostiene una serie di operazioni specializzate di monitoraggio e misurazione delle condizioni in Europa, tra cui:
- Osservatorio europeo sulle relazioni industriali (EIRO)
- Osservatorio europeo delle condizioni di lavoro (EWCO)

Regolari indagini sulle condizioni di lavoro europee, la qualità della vita e politiche societarie in materia di orario di lavoro (il primo sondaggio sulle condizioni di lavoro è stato condotto nel 1990)
- Centro europeo di monitoraggio dei cambiamenti

## Ruolo e missione
La Fondazione europea per il miglioramento delle condizioni di vita e di lavoro descrive il suo ruolo nella propria pagina di informazioni come segue:
Fornire informazioni, consigli e consulenze - sulle condizioni di vita e lavoro, relazioni industriali e la gestione del cambiamento in Europa - per i principali attori nel campo della politica sociale dell'UE sulla base di informazioni comparative, di ricerca e di analisi.
È stato uno dei primi organi stabiliti a lavorare su uno specifico sottoinsieme della politica dell'UE.

## Amministrazione
La Fondazione europea per il miglioramento delle condizioni di vita e di lavoro è supervisionata da un direttore, un vicedirettore e un consiglio di amministrazione. Il consiglio di amministrazione si riunisce una volta l'anno per impostare i bilanci e la politica e decidere a un anno e quattro anni i programmi di lavoro. L'attuale direttore è Ivailo Kalfin. L'attuale vice-direttore è Maria Jepsen.